# Pedagogische academie voor het basisonderwijs
De pedagogische academie voor het basisonderwijs (pabo) is het opleidingsinstituut voor onderwijzend personeel in het basisonderwijs in Nederland. Studenten volgen hier een vierjarige hbo-opleiding, waarna men zich Bachelor of Education mag noemen. Voorheen was dit de kweekschool of normaalschool. Inhoudelijk waren deze opleidingen echter niet vergelijkbaar met de huidige. In Vlaanderen wordt de opleiding normaalschool genoemd.

## Verloop van de studie

### Propedeuse
Op de meeste pabo's moeten studenten tegenwoordig binnen één jaar hun propedeuse halen. Dit houdt in dat zij 60 ECTS (het nieuwe systeem van studiepunten) moeten behalen. Enkele pabo's geven hier anderhalf en soms twee jaar de tijd voor. Alle studenten moeten in het eerste jaar een voldoende halen voor de verplichte rekentoets. Een enkele pabo eist dat zij voor de rekentoets uiteindelijk een 8 halen.

#### Stage
Wie aan de pabo gaat studeren, begint vanaf het eerste jaar met een stage. In alle onderwijsstadia wordt minstens één keer stage gelopen. Dit houdt in dat men één of twee dagen in de week in een klas meeloopt, soms afgewisseld met een stageweek. Al vrij snel kunnen studenten helpen bij korte les-activiteiten of onderdelen van lessen. Naarmate de stage vordert, gaan studenten steeds meer lesgeven, totdat ze in staat zijn een dagdeel (ochtend of middag) en later hele dagen zelfstandig met de klas te werken.
In het laatste jaar loopt de student een wat langere stage van ongeveer een half jaar: de afstudeerstage of liostage. "Lio" staat voor Leraar In Opleiding. De student functioneert dan als volwaardig lid van het schoolteam en is verantwoordelijk voor een eigen klas.
De verschillende stadia binnen een basisschool zijn:
- onderbouw, groep 1 en 2 (ook wel kleuterbouw genoemd)
- middenbouw, groep 3, 4 en 5
- bovenbouw, groep 6, 7 en 8

Op de meeste pabo's is er tevens de mogelijkheid om een periode in het buitenland stage te lopen.

#### Vakken en vakgebieden
Centraal in de opleiding staat het vakgebied Pedagogiek. Hierin komen o.a. aan de orde: 
- welke visies op onderwijs zijn er
- hoe ontwikkelt een kind zich
- hoe zit ons onderwijs in elkaar
- algemene didactiek

Daarnaast volgen de studenten onderwijs in de vakken en vakgebieden die op de basisschool gegeven worden. Bij elk vak gaat het zowel om inhoudelijke kennis als om de didactische vaardigheden die er bij horen. Voorbeelden van deze vakken of vakgebieden zijn:
- Nederlandse Taal, Rekenen/Wiskunde, Schrijven
- Wereldoriëntatie (Aardrijkskunde, Geschiedenis, Natuurkunde, Biologie)
- Kunstzinnige vorming (Muziek, Drama, Beeldende Vorming)
- Bewegingsonderwijs of Gymnastiek/Lichamelijke vorming
- Levensbeschouwelijke vorming
- Logopedie (niet op alle pabo's)

Op veel pabo's worden deze vakken in combinaties gegeven. Met het pabo-diploma mag een leraar basisonderwijs slechts gymnastiek geven aan de kleutergroepen. Om gymnastiek te mogen geven aan de midden- en bovenbouw is een apart diploma vereist.

#### Specialisatie
Na het tweede of derde jaar vinden één of meer specialisaties plaats. In de leeftijdsspecialisatie kiest een student voor het jonge kind (groep 1 t/m 4) of voor het oudere kind (groep 5 t/m 8) en breidt zijn kennis uit over hoe les te geven aan de gekozen doelgroep. In de vakspecialisatie kan de student zich specialiseren in een bepaald schoolvak of -vakgebied.

#### Minor
Zoals in al het hbo-onderwijs volgt de student een half jaar lang een minor. Dit is een verdieping in of een verbreding van een studieonderdeel naar keuze. De minor kan zowel op de eigen instelling als op een andere instelling gevolgd worden.

## Toelatingseisen
Aspirant-studenten voor de pabo moeten voldoen aan de reguliere toelatingseisen voor een hbo-opleiding. Daarnaast worden er sinds 1 augustus 2015 extra toelatingseisen gesteld en moet een voldoende kennisniveau worden aangetoond van aardrijkskunde, geschiedenis en natuur en techniek. Dit kan door middel van een relevant vakkenpakket op een havo-diploma of vavo-certificaat, in andere gevallen door het halen van een toelatingstoets voor dat vakgebied. De extra toelatingseisen gelden niet voor instromers met een vwo-diploma of hbo-diploma.
Studenten in het bezit van een vwo-diploma kunnen toegelaten worden tot de academische pabo, een vijfjarige variant van de pabo waarbij de student tegelijk met de bachelor van het pabo-diploma een bachelor én een master in pedagogiek of orthopedagogiek kan behalen. Hiertoe werkt de pabo samen met een universiteit.
Afgestudeerden aan het hoger beroepsonderwijs of universiteit kunnen op een aantal pabo's toegelaten worden tot een verkorte variant van de opleiding, die 2 tot 2,5 jaar duurt.

## Beroepen
Het pabo-diploma leidt op tot bevoegd leerkracht voor het primair onderwijs. Er mag daarmee worden lesgegeven in het basisonderwijs, het speciaal basisonderwijs en in het praktijkonderwijs. Tot 1 augustus 2006 mocht daarnaast ook worden lesgeven in de eerste twee leerjaren van het vmbo aan geïndiceerde leerlingen in het leerwegondersteunend onderwijs. Voor afgestudeerden na die datum geldt deze bevoegdheid niet meer.
Tevens mag worden lesgeven in het speciaal onderwijs (so-scholen). Meestal moet dan tijdens het werk nog een aanvullende opleiding gedaan worden.
Binnen de basisschool kan men zich verder ontwikkelen in functies als remedial teacher (rt'er), interne begeleider (ib'er), bouwcoördinator, vakdocent of directielid.

## Kwaliteit
Het opleidingsniveau van de afgestudeerde leerlingen van de pabo werd aan het begin van de 21ste eeuw geregeld bekritiseerd. Zo bleek uit onderzoek dat ruim de helft van de aanstaande leerkrachten slechter rekende dan de beste leerlingen in groep acht van het basisonderwijs. Ook de taalvaardigheid van de pabostudenten bleek ver onder de maat te zijn. In 2005 werd door de minister van onderwijs Van der Hoeven, staatssecretaris Mark Rutte en de HBO-raad besloten dat pabostudenten in hun eerste studiejaar voortaan een toets in rekenen en Nederlandse taal zouden krijgen om te testen of zij deze vaardigheden voldoende beheersen om hun opleiding met succes te kunnen afronden. Wanneer eventuele ontbrekende vaardigheden na een jaar nog niet voldoende bleken te zijn bijgespijkerd, zou een bindend advies volgen om de opleiding te staken. In 2007 bleek dat 25% van de studenten ook na een herkansing niet voor de rekentoets wist te slagen.

## Geschiedenis
De meeste opleidingen zijn ooit in de 19de of begin 20ste eeuw begonnen als zelfstandig instituut, meestal normaalschool of kweekschool genoemd. Kweekschool is school voor het opleiden (kweken - als zodanig opvoeden) van onderwijzers en onderwijzeressen bij het lager onderwijs.
Als stichters traden bijvoorbeeld op: een stadsbestuur of andere overheidsinstelling (Rijkskweekschool), een klooster of een parochie (Katholieke Kweekschool), een protestants-christelijke gemeente (christelijke kweekschool), of een levensbeschouwelijk genootschap (vrije school). 
Vanaf de tweede helft van de 20ste eeuw fuseerden de meeste opleidingen met elkaar en gingen daarna op in een hogeschool. Aan het begin van de 21ste eeuw zijn nog maar enkele opleidingen zelfstandig.
In de loop der jaren is de naam van de opleiding veranderd. In Nederland:
- 1816: Bij Koninklijk Besluit worden rijkskweekscholen opgericht in onder meer Lier (Vlaanderen), Haarlem en Groningen. Men spreekt dan van normaalschool of kweekschool. Tot aan de Lager Onderwijswet van 1920 was het echter nog mogelijk om als kwekeling een opleiding tot onderwijzer te volgen in een opleidingsklas. De kwekeling liep enige jaren mee als assistent in de klas.
- 1954: Kweekschoolwet. Kweekschool wordt de gangbare term.
- 1968: Mammoetwet: Kweekschool wordt Pedagogische Academie (PA)
- 1985: Wet op het Basisonderwijs: kleuterschool en lagere school worden samengevoegd tot basisschool. Daarom wordt de Pedagogische Academie samengevoegd met de Opleiding voor Kleuterleidsters (KLOS) en heet vanaf die tijd 'Pedagogische Academie Basisonderwijs' (Pabo)

In Vlaanderen zijn de termen normaalschool en kweekschool lang gebruikt. Na 1995 werd dit lerarenopleiding met een specialisatie in kleuteronderwijs, lager onderwijs of secundair onderwijs.

## Aanbevolen literatuur
- Mineke van Essen, Kwekeling tussen akte en ideaal, de opleiding tot onderwijzer(es) vanaf 1800, Amsterdam SUN 2006